# Балановська культура
Балановська культура — археологічна культура племен ранньої бронзової доби у Середньому Надволжі. Існувала в 2000–1100 (800) роках до н. е.

## Дослідження
Названа за могильником у сільця Баланово Козловського району Чувашії. Перші її пам'ятки розкопані в 1930-х роках Петром Третьяковим. В 1940 році досліджені пам'ятники були виділені Отто Бадером в особливий варіант фатьянівської культури, а через десятиріччя, у в самостійну культуру.
Частина дослідників продовжує вважати балановську культуру східним варіантом ширшої фатьянівської культури.

## Походження
Для Середнього Надволжя балановська культура є сторонньою, пов'язаною зі своїм походженням з ареалом європейських культур бойових сокир. Ймовірно, територія походження балановських племен була на південь від Прибалтики у межиріччі Дніпра й Волги (середньодніпровська культура). Археологічні дані свідчать про їх просування на рубежі 3–2-го тисячоріччя до н. е. на схід долинами річок Десна, Ока, Мокша й Сура.
Фахівці відносять племена балановської культури до протобалтської гілки стародавніх індоєвропейців.
Антропологічний тип балановців європеоїдний східний середземноморський.
На кінець 2-го тисячоріччя до н. е. поширення балановської культури значно скоротилася до території Нижнього Надсур'я. Вчені вважають, що за пізньої бронзової доби балановські протобалти розчинилися у інших культурах Середнього Надволжя. Ймовірно, до цього часу відносяться деякі стародавні індоєвропейські лексичні включення в угро-фінські мови.
До 11 сторіччі до н. е. поселення балановських протобалтів концентруються на Нижньому Надсур'ї, залишаючи під натиском поздняковських, приказанських й чирковських племен решту території Середнього Надволжя.

## Поселення
Ранньо-балановські поселення розташовувались на піщаних останцях річкових заплав; а пізньо-балановські — на природних укріплених місцях. 
На ряді поселень виявлені оборонні споруди у вигляді ровів та частоколів. 

## Господарство
Провідним заняттями племен балановської культури було осіло-пастушаче скотарство. Переважало розведення свиней, великої рогатої худоби, коней. Як тяглова сила використовувалися бики. Використовувався колісний транспорт.
Практикувалося підсічно-вогневе землеробство, імовірно орне. 
Допоміжними були полювання, рибальство й збиральництво. 

## Вироби
Особливо характерні знахідки свердлених кам'яних бойових сокир.
Балановці виплавляли з міді наконечники списів і стріл, сокири, шила, голки, скроневі кільця.

### Гончарство
Круглодонні посудини кулястої і бомбоподібної форми з циліндричним горлом, орнаментовані. нарізками і відбитками дрібнозубчастий штампа. 

## Поховання
Для могильників культури характерні ґрунтові поховання у прямокутних ямах глибиною до 2 м. Мерців ховали скорчениму на боці. У могилу клали посуд, рідко зброю, знаряддя праці, прикраси. У 16 сторіччі до н. е. починають поширюватися підкурганні поховання.

## У Мордовії
Перше у Мордовії поселення балановської культури городище Ош-Пандо виявив й досліджував П. Д. Степанов в 1946-49 роках. Крім поселення Ош-Пандо, відомі курганні могильники балановської культури. У Великоігнатовському районі біля сіл Чукалов, Андріївка, Кіржемани.
В 13 сторіччі до н. е. під тиском племен зрубної культури балановські протобалти полишають Надмокшання.

## У Пензенській області
У Пензенській області відомі ранньо-балановські поселення: Старе Захаркино (Шемишейський район), Безсоновка-2, Єрня (околиці Пензи).
Близько ста бойових сокир виявлено у Пензенській області.
У 13 сторіччі до н. е. під тиском племен зрубної культури балановські протобалти полишають Помокшання.